# Coeficientes aerodinámicos

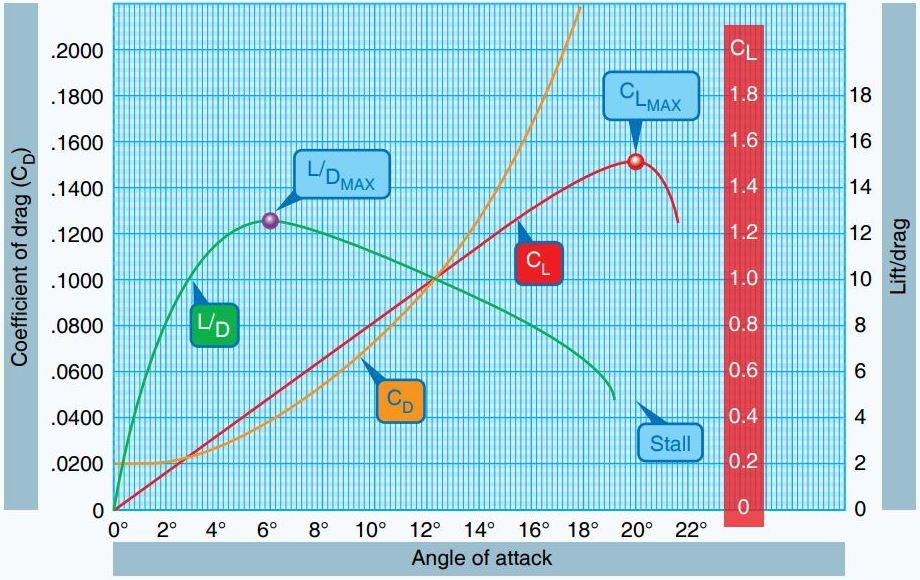
La velocidad de pérdida corresponde al ángulo de ataque en el coeficiente máximo de sustentación

El coeficiente aerodinámico (para el caso de objetos móviles en el aire) es uno de los números adimensionales que se utilizan para el estudio aerodinámico en aeronáutica, automoción y otros campos de las fuerzas y momentos que sufre un cuerpo cualquiera en movimiento en el seno del aire. Similar formalismo se usa para el movimiento de vehículos acuáticos y subacuáticos, donde se denominan coeficientes hidrodinámicos al estudiar las resistencias en el agua.

## Introducción
En aerodinámica, los coeficientes más conocidos son el coeficiente de sustentación {\displaystyle C_{L}}, el coeficiente de resistencia {\displaystyle C_{D}} y el coeficiente de penetración {\displaystyle C_{X}}.
Se busca definir estas magnitudes como adimensionales para aprovechar las simplificaciones que el análisis dimensional (teorema π de Buckingham) aporta al estudio experimental y teórico de los fenómenos físicos. Para adimensionalizar fuerzas se emplea la cantidad

{\displaystyle {\frac {1}{2}}\rho V^{2}S_{\rm {ref}}}

y para adimensionalizar momentos
| Símbolo                       | Nombre |
| ----------------------------- | --- |
| {\displaystyle \rho }         | Densidad del fluido en el que se mueve el cuerpo |
| {\displaystyle V}             | Velocidad relativa de la corriente de aire incidente sin perturbar |
| {\displaystyle S_{\rm {ref}}} | Superficie de referencia, la cual depende del cuerpo en particular. Por ejemplo, para un cuerpo romo suele emplearse la superficie frontal del mismo                                         |
| {\displaystyle l_{\rm {ref}}} | Longitud de referencia, la cual también depende del cuerpo. Por ejemplo, para un ala se puede emplear la cuerda media aerodinámica {\displaystyle c} o la envergadura alar {\displaystyle b} |

Las fórmulas resultantes para los diferentes coeficientes a veces se abrevian utilizando la magnitud

{\displaystyle q={\frac {1}{2}}\rho V^{2}}

que recibe el nombre de presión dinámica. La fuerza y momento resultantes de la interacción entre el cuerpo y el fluido son magnitudes vectoriales, por lo que resulta más sencillo estudiar sus componentes según los ejes de algún triedro de referencia adecuado. Los coeficientes aerodinámicos habitualmente se refieren a dichas componentes y adoptan definiciones y nombres particulares según cual sea la elección de dicho triedro. El más habitual es el denominado ejes viento.

### Coeficientes de fuerzas
Si  descomponemos la fuerza resultante en sustentación {\displaystyle {L}}, resistencia  aerodinámica {\displaystyle {D}} y fuerza lateral {\displaystyle {Y}} (que es la fuerza según la dirección perpendicular al plano de simetría de la aeronave), los coeficientes de fuerzas correspondientes son:
- Coeficiente de sustentación {\displaystyle {C_{L}}={\frac {L}{{\frac {1}{2}}\rho V^{2}S}}}
- Coeficiente de resistencia {\displaystyle {C_{D}}={\frac {D}{{\frac {1}{2}}\rho V^{2}S}}}
- Coeficiente de fuerza lateral {\displaystyle {C_{Y}}={\frac {Y}{{\frac {1}{2}}\rho V^{2}S}}}

En general, la componente de la fuerza según un eje {\displaystyle x} cualquiera del triedro de referencia, se suele denotar por {\displaystyle X}, y el coeficiente de fuerza correspondiente es {\displaystyle {C_{X}}={\frac {X}{{\frac {1}{2}}\rho V^{2}S}}}. La fuerza {\displaystyle N} según una dirección {\displaystyle n} sería tratada análogamente para obtener su coeficiente {\displaystyle C_{N}}
Para un avión se emplea como superficie de referencia la superficie alar en planta del mismo {\displaystyle S}.

### Coeficientes de momentos
Si denominamos por {\displaystyle L},{\displaystyle M} y {\displaystyle N} los momentos de balance, picado y guiñada que el aire ejerce sobre la aeronave ver ejes del avión, sus respectivos coeficientes de momentos son:
- Coeficiente de momento de balanceo:

{\displaystyle {C_{L}}={\frac {L}{{\frac {1}{2}}\rho V^{2}Sb}}}

- Coeficiente de momento de picado o de cabeceo:

{\displaystyle {C_{M}}={\frac {M}{{\frac {1}{2}}\rho V^{2}Sc}}}

- Coeficiente de momento de guiñada:

{\displaystyle {C_{N}}={\frac {N}{{\frac {1}{2}}\rho V^{2}Sb}}}

En el caso de aviones, {\displaystyle c} es la cuerda media aerodinámica del ala, y {\displaystyle b} es la envergadura alar.

### Coeficientes bidimensionales
En los estudios bidimensionales de perfiles aerodinámicos se suele trabajar con las acciones del aire (fuerzas y momentos) por unidad de longitud de envergadura, por lo que la adimensionalización correspondiente se transforma: si {\displaystyle l}, {\displaystyle d} y {\displaystyle m} son las correspondientes sustentación, resistencia y momento de picado por unidad de longitud que son ejercidos sobre un perfil aerodinámico, los respectivos coeficientes son {\displaystyle C_{l}={\frac {l}{{\frac {1}{2}}\rho V^{2}c}}}, {\displaystyle C_{d}={\frac {d}{{\frac {1}{2}}\rho V^{2}c}}} y  {\displaystyle {C_{m}}={\frac {m}{{\frac {1}{2}}\rho V^{2}c^{2}}}}, donde {\displaystyle c} es simplemente la cuerda del perfil.

### Otros términos
Se denomina eficiencia aerodinámica a la relación entre el coeficiente de sustentación y el coeficiente de resistencia aerodinámica (CL/CD o CZ/CX). Su valor usual en aviones está alrededor de 20.

## Obtención de los coeficientes aerodinámicos
La obtención se puede conseguir mediante dos vías fundamentales: la experimental y la teórica. Para la medición experimental se emplean túneles de viento y maquetas a escala, aprovechando las técnicas del análisis dimensional; o bien se mide directamente en vuelo (lo cual no es posible durante la fase de diseño). La vía teórica se basa en la aplicación de la dinámica de fluidos computacional (también conocida como CFD, del inglés Computacional fluid dynamics), que trata de resolver las ecuaciones de la mecánica de fluidos aplicadas al cuerpo de estudio mediante análisis numérico con la ayuda de ordenadores.

### Coeficientes aerodinámicos en automoción
En la automoción también se utilizan estos coeficientes para el estudio aerodinámico; sin embargo, suele utilizarse una notación diferente a la utilizada en aeronáutica, utilizando como subíndices los ejes de referencia del vehículo (X en sentido longitudinal, Y en sentido transversal y Z en sentido vertical).
- El coeficiente de arrastre suele simbolizarse como {\displaystyle C_{X}}, {\displaystyle C_{D}} o {\displaystyle C_{W}}. Habitualmente se utiliza como superficie de referencia el área frontal del vehículo.
- El coeficiente de empuje lateral aerodinámico suele simbolizarse como {\displaystyle C_{Y}}, igual que en aeronáutica. Habitualmente se utiliza como superficie de referencia el área lateral del vehículo.
- El coeficiente de sustentación suele simbolizarse como {\displaystyle C_{Z}} o {\displaystyle C_{L}}. No obstante, también se utiliza su opuesto, el coeficiente de antisustentación, que relaciona la fuerza de antisustentación (componente en sentido descendente de la fuerza aerodinámica) y el producto de la presión dinámica del aire por el área característica. Habitualmente se utiliza como superficie de referencia el área frontal del vehículo, aunque a veces también se utiliza el área de la proyección en planta.

Asimismo, para los coeficientes de momentos suele utilizarse la distancia entre ejes del vehículo como longitud de referencia.